# 上杉孝久
上杉 孝久（うえすぎ たかひさ、1952年〈昭和27年〉1月28日 - ）は、麻布上杉家（旧・上杉子爵家）9代当主。

## 経歴
東京都出身。学習院大学卒業。日本橋で日本料理店「いの上」を継承。1992年（平成4年）、東武百貨店本店において「DAR 楽」を開店（2012年〈平成24年〉、店内改装により閉店）。現在は、日本地酒協同組合の理事、日本酒アカデミー株式会社取締役などを務めている。

## 家系
- 曾祖父：上杉茂憲
- 祖父：上杉勝憲
- 父：粕谷信吾

## 主な著書
- 日本史がおもしろくなる日本酒の話（2014年、サンマーク出版）